# Joseph Hotter
Joseph Hotter (* 7. November 1792 in Haunstetten; † 8. Februar 1872 in München) war ein deutscher Jurist und Kommunalpolitiker.

## Werdegang
Hotter war ab 1824 als erster Rechtsrat tätig. 1827 wurde er zum Rechtskundigen Bürgermeister von Ingolstadt ernannt. Er blieb bis 1831 im Amt. Danach arbeitete er als II. Rechtsrat und von 1838 bis 1865 als I. Rechtsrat.